# Ohausia nigra
Ohausia nigra är en insektsart som beskrevs av Schmidt 1911. Ohausia nigra ingår i släktet Ohausia och familjen dvärgstritar. Inga underarter finns listade i Catalogue of Life.